# Kadryl

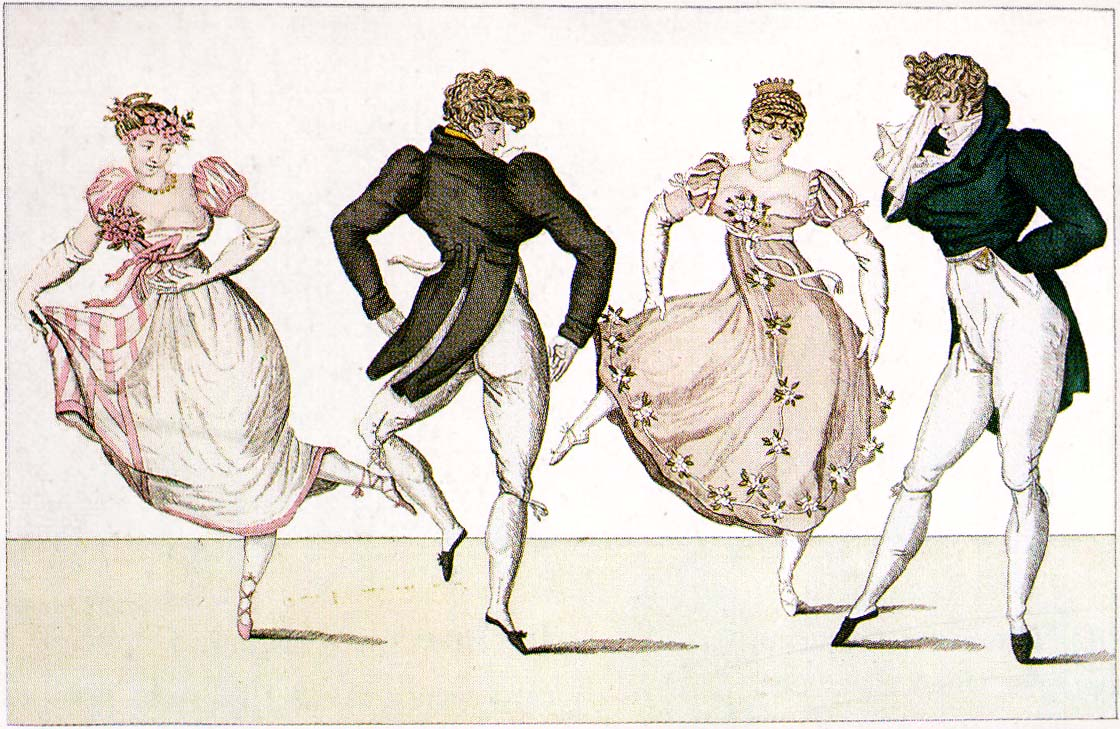
Kadryl salonowy z epoki napoleońskiej

Kadryl (fr. quadrille) – XVIII-wieczny taniec salonowy w metrum przemiennym 6/8 i 2/4. Nazwę quadrille wzięto od określenia oddziałku jazdy.
Taniec powstał na bazie kontredansa; modny za czasów Napoleona I we Francji, szybko zyskał popularność w innych krajach europejskich.
Kadryl był zazwyczaj tańczony przez 4 pary ustawione w kwadrat, składał się z 5 figur i najczęściej kończył galopem i przytupem co drugi krok.